# Comuna de Koniusza
Koniusza (polaco: Gmina Koniusza) é uma gminy (comuna) na Polónia, na voivodia de Pequena Polónia e no condado de Proszowicki. A sede do condado é a cidade de Koniusza.
De acordo com os censos de 2004, a comuna tem 8669 habitantes, com uma densidade 98 hab/km².

## Área
Estende-se por uma área de 88,5 km², incluindo:
- área agricola: 91%
- área florestal: 2%

## Demografia
Dados de 30 de Junho 2004:
|                      | Total   | Total | Mulheres | Mulheres | Homens  | Homens |
| -------------------- | ------- | ----- | -------- | -------- | ------- | ------ |
|                      | pessoas | %     | pessoas  | %        | pessoas | %      |
| População            | 8669    | 100   | 4368     | 50,4     | 4301    | 49,6   |
| Densidade (pop./km²) | 98      | 100   | 49,4     | 49,4     | 48,6    | 48,6   |

De acordo com dados de 2002, o rendimento médio per capita ascendia a 1186,8 zł.

## Subdivisões
- Biórków Mały, Biórków Wielki, Budziejowice, Chorążyce, Czernichów, Dalewice, Glew, Glewiec, Gnatowice, Górka Jaklińska, Karwin, Koniusza, Łyszkowice, Muniaczkowice, Niegardów, Niegardów-Kolonia, Piotrkowice Małe, Piotrkowice Wielkie, Polekarcice, Posądza, Przesławice, Rzędowice, Siedliska, Szarbia, Wąsów, Wierzbno, Wroniec, Wronin, Zielona.

## Comunas vizinhas
- Igołomia-Wawrzeńczyce, Kocmyrzów-Luborzyca, Kraków, Proszowice, Radziemice, Słomniki